# Sede de la Cruz Roja (Almería)
La sede de la Cruz Roja Española de Almería es un edificio histórico situado en esa ciudad española que data de mediados del siglo XIX de estilo isabelino.

## Historia y descripción
Fue construida en 1864 según planos de los arquitectos José Marín Baldo y Adela Cassinello como vivienda para el industrial Fernando Roda, primer presidente de la Junta del Puerto de Almería. La burguesía almeriense del XIX prefería residir en el recién creado Paseo de Almería y sus aledaños, así que este ejemplo de vivienda burguesa ubicada en el malecón del puerto constituye una rareza. 
El negocio de importación y exportación de Roda condicionó las tres plantas del edificio y el uso de la primera como almacén y oficinas. El patio central es cuadrado con arcos de medio punto y articula las dependencias. La escalera principal se sitúa a un lado del patio para espacio para la faena. 
Estilísticamente, se le puede considerar el último edificio genuinamente isabelino de la ciudad y el más hermoso y elegante. Sufrió daños durante el bombardeo alemán de la ciudad, en 1937, y fue rehabilitado en 1981.
El 14 de enero de 1997 fue incluida en el Catálogo General del Patrimonio Histórico Andaluz, mediante una resolución publicada el 21 de mayo de 1998 año en el Boletín Oficial de la Junta de Andalucía.